# Grupo 23 de Astronautas da NASA

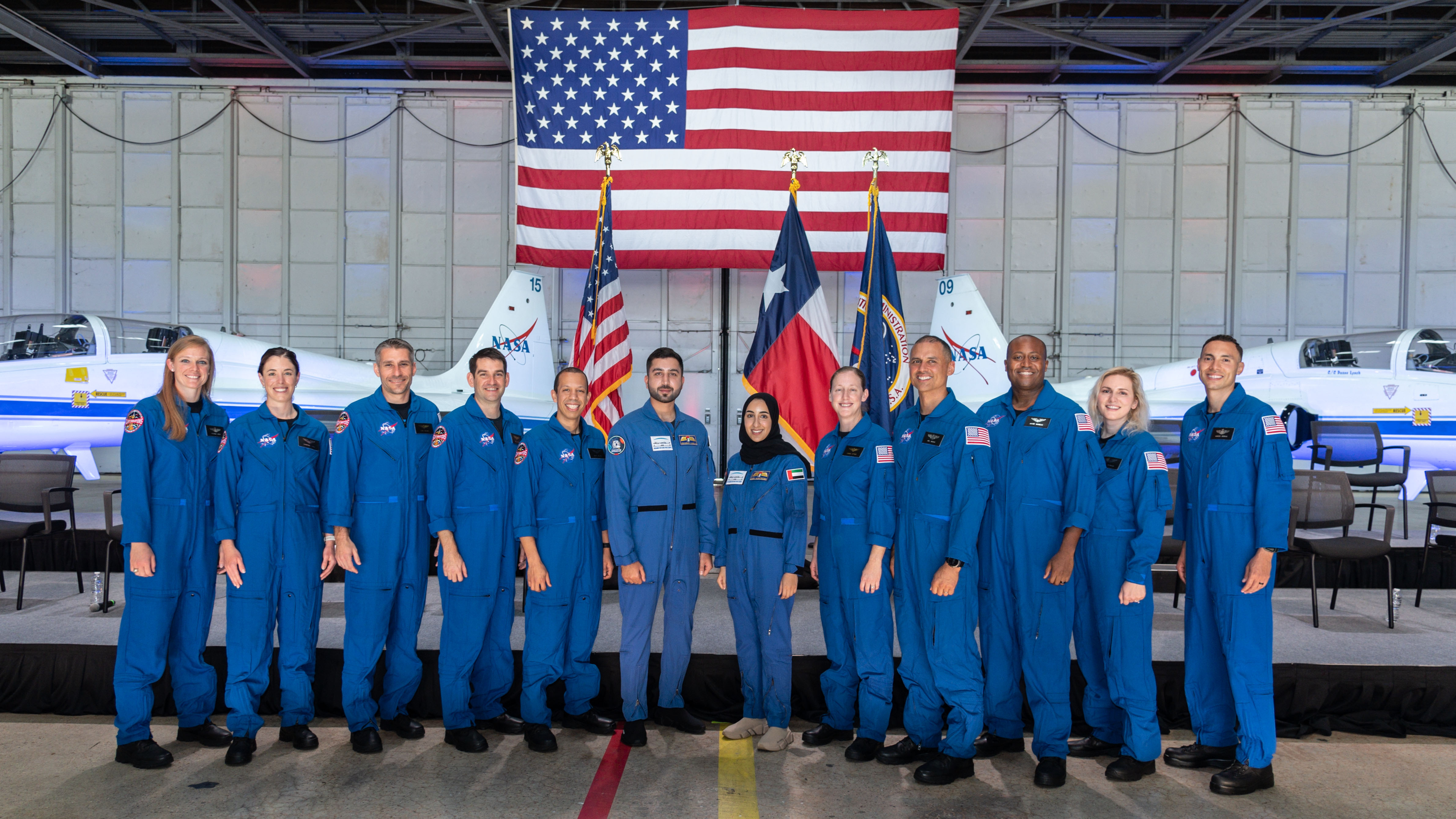
Equipe completa, junto dos candidatos internacionais.

O Grupo 23 de Astronautas da NASA foi anunciado no dia 6 de dezembro de 2021

## História
A NASA anunciou a criação deste grupo de astronautas em fevereiro de 2020 e aceitou inscrições para contratações de astronautas durante o mês de março de 2020. Para esta classe, os requisitos educacionais aumentaram para ser no mínimo um mestrado em um campo STEM (engenharia, ciências biológicas, física ciência, ciência da computação ou matemática) de uma instituição credenciada; nas classes anteriores a esse, bastava um diploma de bacharel. Além disso, foi necessária uma avaliação on-line de duas horas pela primeira vez. Mais de 12.000 pedidos foram recebidos pela NASA, vindos de todos os 50 estados, além do Distrito de Columbia e quatro territórios dos EUA.
Os Candidatos a Astronauta do Grupo 23 chegarão ao Johnson Space Center em Houston para treinamento no verão de 2021, e quando seu programa de treinamento de aproximadamente dois anos estiver concluído, eles estarão disponíveis para futuras missões na Estação Espacial Internacional em órbita terrestre baixa a bordo de veículos da NASA ou de veículos comerciais, missões para a Lua através do programa Artemis e para Marte.
Os dois candidatos dos Emirados Arabes Unidos, Nora Al Matrooshi e Mohammad Al Mulla, selecionados pelo MBRSC, estão treinando como parceiros internacionais. Hazza Al Mansouri — que já havia voado pela Soyuz MS-15 – e Sultan Al Neyadi, já estavam treinando na NASA desde antes do grupo 23 ser escolhido, mas apenas Nora e Mohammad são considerados parte do grupo.

## Grupo
A lista:
| Foto | Nome                 | Profissão      | Ref.   |
| ---- | -------------------- | -------------- | ------ |
|      | Nichole Ayers        | Piloto da FAEU | [ 7 ]  |
|      | Marcos Berríos       | Piloto da FAEU | [ 8 ]  |
|      | Christina Birch      | Bióloga        | [ 9 ]  |
|      | Deniz Burnham        | Engenheira     | [ 10 ] |
|      | Luke Delaney         | Engenheiro     | [ 11 ] |
|      | Andre Douglas        | Engenheiro     | [ 12 ] |
|      | Jack Hathaway        | Piloto da MEU  | [ 13 ] |
|      | Anil Menon           | Doutor da FAEU | [ 14 ] |
|      | Christopher Williams | Físico         | [ 15 ] |
|      | Jessica Wittner      | Piloto da MEU  | [ 16 ] |

### Parceiros internacionais
Somente duas pessoas do EAU estão treinando com o grupo 23:
| Foto | Nome              | Profissão         | Ref.                 |
| ---- | ----------------- | ----------------- | -------------------- |
|      | Nora Al Matrooshi | Engenheira        | [ 19 ] [ 20 ] [ 21 ] |
|      | Mohammad Al Mulla | Piloto da polícia | [ 20 ] [ 22 ] [ 23 ] |